# Peter Gerber (Manager)
Peter Gerber  (* 1. März 1964 in Gießen) ist ein deutscher Manager. Er ist seit Februar 2024 CEO der Fluggesellschaft Condor.

## Werdegang
Nach dem Abitur studierte er ab 1983 Rechtswissenschaften und Betriebswirtschaft in Gießen und Hagen. Zusätzlich schloss er 2008 ein Senior Executive Programm an der Columbia University in New York ab.
1992 begann Gerber seine Tätigkeit bei Lufthansa. Nach verschiedenen Stationen übernahm Gerber zwischen 2001 und 2004 die Verantwortung für das konzernübergreifende Ergebnissicherungsprogramm „D-Check“. Zusätzlich war er 2004 für die strategische Konzernentwicklung zuständig.
Von Dezember 2004 bis Mai 2009 steuerte Gerber die Bereiche Tarifpolitik und Soziale Sicherung des Lufthansa Konzerns, bevor er im Juni 2009 in den Vorstand der Lufthansa Cargo AG berufen wurde. Hier verantwortete er das Ressort Finanzen und Personal.
Im Juni 2012 wechselte Gerber in den Vorstand der Lufthansa Passage Airlines (Ressort Personal, IT & Services).
Nach einem Wechsel in den Vorstand der Lufthansa Passage Airline kehrte er im Mai 2014 in den Vorstand der Lufthansa Cargo AG zurück und übernahm dort den Vorsitz. Ab dem 1. März 2021 war Gerber CEO der Lufthansa-Tochter Brussels Airlines.
Seit dem 1. Februar 2024 ist Gerber CEO der Fluggesellschaft Condor.
Seit dem 6. Februar 2024 ist Gerber zudem Präsident des Bundesverbands der Deutschen Fluggesellschaften.
Peter Gerber ist verheiratet und hat zwei Kinder.

### Weitere Mandate
Neben seiner Aufgabe als Vorstandsvorsitzender nimmt Gerber weitere Aufgaben wahr:
- Vorsitzender des Aufsichtsrats der Albatros
- Mitglied im Aufsichtsrat der Fraport AG[6]
- Mitglied im Vorstand der Bundesvereinigung Logistik e.V. (BVL)[7]
- Mitglied im Vorstand des Bundesverbands der Deutschen Fluggesellschaften e.V. (BDF), amtierte als dessen Präsident von 2020 bis 2022[8]
- Präsident  des Bundesverbandes der Deutschen Luftverkehrswirtschaft e. V. (BDL) seit Juni 2020
- Vorsitzender des Cargo Committee der IATA

## Auszeichnung
2017 wurde Peter Gerber vom Luftfracht-Magazin „Air Cargo World“ zum „Air Cargo Executive of the Year“ ernannt und für die Umgestaltung von Lufthansa Cargo ausgezeichnet.

## Artikel/Interviews
- „Hellseher oder Scharlatan“ – Wirtschaftswoche; 20. Februar 2018
- „Air Cargo Executive of the Year: Peter Gerber stays one move ahead“ – aircargoworld.com: 4. Dezember 2017
- „Logistik heute im Interview mit Lufthansa Cargo Chef Peter Gerber“
- „Luftfracht: Lufthansa Cargo verbucht 2017 als Erfolgsjahr“ – Logistik heute; 23. März 2018
- „Lufthansa Cargo im Höhenflug“ – FAZ; 25. März 2018
- „Vom Erfolg selbst überrascht“ – dvz.de
- „Deutschlands Unternehmer“ – rheinmaintv: Talk mit Judith Noll